# Лейла Таель-Мікешин
Лейла Таель-Мікешин (справжнє ім'я Лейла Лійвак, нар. 26 липня 1984, Тарту) — естонська письменниця-фантастка і художниця.
В основному пише жахи. Активна рецензентка науково-фантастичного журналу «Reaktor» і авторка порталу «Poogen», де публікує оповідання під псевдонімом Daria666. Велика частина її робіт опублікована на її сайті.
Лейла Таель-Мікешин брала участь у 2011 році у конкурсі наукової фантастики, організованому Естонською асоціацією наукової фантастики та видавництвом Fantaasia з повістю «Роксанна», яка посіла сьоме місце та була опублікована в антології «Täheaeg 10» у 2012 році.
2017 року Лейла Таел-Мікешин увійшла до другої категорії бестселерів художньої літератури з романом «Вівіан» на літературному конкурсі, організованому видавництвом «Pilgrim». Книга вийшла у 2018 році.
Лейла Лійвак публікувала оповідання та книги під такими псевдонімами: Лейла Таель, Лейла Таель-Мікешин, Аліїсе Пімедусемаалт і Дарія666.

## Твори

### Романи
- «Божевільні» (2012, видавництво Ersen, ел. книга)
- «Ігри творців» (2012, видавництво «Fantaasia»)
- «Fata(l)Morgana» (2016, частково в інтернет-журналі «Reaktor»)
- «Вівіан» (2018, видавництво «Pilgrim»)
- «Очі» (2021, видавництво Hea Tegu)
- «Художник і Соловей» (2022, як продовження на блозі https://artistjaooliblikas.blogspot.com)

### Оповідання
- «Роксанна» (2012, в антології «Täheaeg 10»)
- «Вона бачить тебе, поки ти спиш» (2012, в інтернет-журналі «Reaktor»)
- «Місячний пил колись тебе вкриє» (2013, в інтернет-журналі «Reaktor»)
- «Коли зійшов золотий місяць» (2014, в інтернет-журналі «Reaktor»)
- «Ельф з Падавере» (2014, в інтернет-журналі «Reaktor»)
- «Дитина нічної відьми» 2015, антологія «Таємничий цар 2: Казки Дууміору» з Вулицею маніяків
- «Маніяки» 2015, антологія «Довгі тіні» разом з Maniakkide Tänava
- «Осмислений вибір» (2015, інтернет-журнал «Reaktor»)
- «Венера і гайковий ключ» (2016, інтернет-журнал «Reaktor»)
- «Смертежер» (2017, інтернет-журнал «Reaktor»)
- «Як літав казковий орк» 2017, онлайн-журнал Reaktor Koos Maniakkide Tänava та JJ Metsavanaga
- «Армія чорних ангелів» (2018, антологія «Ядерний гігант 4: Бериллій»)
- «Стать хробака» (2021, Лейла Ліівак і Кайді Кангур, в онлайн-журналі «Reaktor»)